# Мотор (футбольний клуб, Запоріжжя)
Футбольний клуб «Мотор» — український аматорський футбольний клуб з міста Запоріжжя, заснований у 1950 році. Домашні матчі приймав на стадіоні «Мотор Січ» місткістю 4000 глядачів.

## Історія
- 1936: «Крила Рад» Запоріжжя
- 1940: «Завод ім. Баранова» Запоріжжя
- 1941: клуб розформовано
- 1950: «Стріла» Запоріжжя
- 1992: «Стріла-Мотор Січ» Запоріжжя
- 1992: «Мотор-Січ» Запоріжжя
- 2008: «Мотор» Запоріжжя
- 2012: «Мотор-Січ» Запоріжжя
- 2016: «Мотор» Запоріжжя

Футбольний клуб заснований у 1950 році як «Стріла». У 1992 році змінив назву на «Стріла-Мотор Січ». У 2008 році перейменований на «Мотор», однак у 2012 році йому повернуто попередню назву «Мотор Січ». У 2016 році клуб знову перейменований на «Мотор».
В Чемпіонаті України серед аматорів у сезоні 2018/19 «Мотор» у групі 3 посів третє місце з 12 учасників. У чвертьфіналі змагання клуб із Запоріжжя поступився «ЛНЗ-Лебедин» із загальним рахунком 0:3 (0:3, 0:0).
В сезоні 2019/20 «Мотор» виступав у групі 3 аматорського чемпіонату України, посівши 3 місце (13 перемог, 1 нічиї, 4 поразки, різниця м’ячів 27−9) та вийшовши до 1/4 фіналу. На цій стадії запоріжці зустрілися з «Вікторією» з Миколаївки, поступившись 0:2.
В сезоні 2020/21 футбольний клуб «Мотор» посів 1 місце у групі 3 (17 перемог, 3 нічиї, 2 поразки, різниця м’ячів 59−8) та вийшов до 1/2 фіналу. На цій стадії запоріжці поступилися ЛНЗ 3:4 у двоматчевому противостоянні (3:3, 0:1).
У 2018—2022 роках головним тренером ФК «Мотор» був Анатолій Чанцев — відомий запорізький фахівець, який очолював «Металург» (Запоріжжя), «Зорю» (Луганськ), «Карпати» (Львів) та низку інших українських та зарубіжних команд.

## Досягнення
- Чемпіонат України серед аматорів:

 Бронзовий призер: 2020/21
- Чемпіонат Запорізької області:

 Переможець (11): 1951, 1963—1966, 2010, 2012, 2018—2021
 Срібний призер (7): 1975, 1997/98, 1998/99, 2011, 2014, 2016, 2017
 Бронзовий призер (6): 1992, 1999, 2000, 2004, 2013, 2015
- Кубок Запорізької області:

 Володар (2): 1998, 2002
 Фіналіст (5): 2001, 2012, 2014, 2016, 2021